# 타이타닉 2호
타이타닉 2호(영어: Titanic II)는 올림픽급 RMS 타이타닉의 현대판으로 제조될 예정인 원양 정기선이다. 이 새로운 선박은 총톤수(GT)가 56,000에 이르며 이는 오리지널 1호선의 경우 약 46,000 GRT인 것과 대비된다. 이 프로젝트는 2012년 4월에 오스트레일리아의 백만장자 클리브 팔머가 오스트레일리아의 제안된 크루즈 기업 블루 스타 라인의 대표 선박으로 발표하였다. 예정된 런칭 날짜는 원래 2016년이었으며, 같은 해 안에 사우샘프턴에서 뉴욕으로 출항할 예정이었다. 그러나 이 선박의 건조는 2027년으로 지연된 상태이다. 2017년 7월 기준으로, 건조는 아직 시작되지 않고 있으며, 2022년 9월에 런던에 있는 모 금융 회사에서 블루 스타에 현재 진행 중인 상황의 업데이트를 요청했지만 공식적인 답변은 없었다.